# Copa Norte 1999
Die  Copa Norte 1999 war die dritte Austragung der Copa Norte, eines regionalen Fußballpokalwettbewerbs in Brasilien, der vom nationalen Fußballverband CBF organisiert wurde. Mit dem Gewinn des Pokals war die Qualifikation für die Copa Conmebol 1999 sowie der Copa dos Campeões 2000 verbunden. Es startete am 28. Februar und endete am 22. April 1999.

## Teilnehmer
Die zehn Teilnehmer kamen aus den Bundesstaaten Acre, Amazonas, Amapá, Maranhão, Pará, Piauí, Rondônia und Roraima. Pará stellte zwar drei Teilnehmer. Diese spielen aber in einer eigenen Vorrunde den Teilnehmer an der Hauptrunde aus.
Die Teilnehmer waren:
| Bundesstaat | Klub                 |
| ----------- | -------------------- |
| Acre        | Independência FC     |
| Amapá       | Independente EC      |
| Amazonas    | São Raimundo EC (AM) |
| Maranhão    | Sampaio Corrêa FC    |
| Pará        | Paysandu SC          |
| Pará        | Clube do Remo        |
| Pará        | Tuna Luso Brasileira |
| Piauí       | EC Flamengo          |
| Rondônia    | Cruzeiro EC (RO)     |
| Roraima     | Baré EC              |

## Vorrunde Pará
| Pl. | Verein               | Sp. | S | U | N | Tore    | Diff. | Punkte |
| --- | -------------------- | --- | - | - | - | ------- | ----- | ------ |
| 1.  | Paysandu SC          | 2   | 1 | 0 | 1 | 003:300 | ±0    | 03     |
| 2.  | Clube do Remo        | 2   | 1 | 0 | 1 | 003:200 | +1    | 03     |
| 3.  | Tuna Luso Brasileira | 2   | 1 | 0 | 1 | 002:300 | −1    | 03     |

| Datum     |                      | Ergebnis        |                      |
| --------- | -------------------- | --------------- | -------------------- |
| 24.1.1999 | Clube do Remo        | 1:1 (?:? i. E.) | Tuna Luso Brasileira |
| 31.1.1999 | Paysandu SC          | 1:2             | Clube do Remo        |
| 7.2.1999  | Tuna Luso Brasileira | 1:2             | Paysandu SC          |

## Hauptrunde

### Turnierplan
|  | 1. Runde                               | 1. Runde       | 1. Runde       | 1. Runde | 1. Runde |                                        |                                        | Halbfinale   | Halbfinale | Halbfinale | Halbfinale | Halbfinale |  |  | Finale | Finale | Finale | Finale | Finale |
|  |                                        |                |                |          |          |                                        |                                        |              |            |            |            |            |  |  |        |        |        |        |        |
|  | Amazonas (brasilianischer Bundesstaat) | São Raimundo   | 0              | 1        | 1 (5)    |                                        |                                        |              |            |            |            |            |  |  |        |        |        |        |        |
|  | Roraima                                | Baré           | 0              | 1        | 1 (4)    |                                        |                                        |              |            |            |            |            |  |  |        |        |        |        |        |
|  | Roraima                                | Baré           | 0              | 1        | 1 (4)    | Amazonas (brasilianischer Bundesstaat) | São Raimundo                           | 8            | 2          | 10         |            |            |  |  |        |        |        |        |        |
|  |                                        |                |                |          |          | Amazonas (brasilianischer Bundesstaat) | São Raimundo                           | 8            | 2          | 10         |            |            |  |  |        |        |        |        |        |
|  |                                        | Rondônia       | Cruzeiro       | 0        | 1        | 1                                      |                                        |              |            |            |            |            |  |  |        |        |        |        |        |
|  | Acre (Bundesstaat)                     | Rondônia       | Cruzeiro       | 0        | 1        | 1                                      | Independência                          | 1            | 2          | 3          |            |            |  |  |        |        |        |        |        |
|  | Acre (Bundesstaat)                     |                |                |          |          |                                        | Independência                          | 1            | 2          | 3          |            |            |  |  |        |        |        |        |        |
|  | Rondônia                               | Cruzeiro       | 3              | 2        | 5        |                                        |                                        |              |            |            |            |            |  |  |        |        |        |        |        |
|  |                                        |                |                |          |          |                                        | Amazonas (brasilianischer Bundesstaat) | São Raimundo | 1          | 1          | 2 (3)      |            |  |  |        |        |        |        |        |
|  |                                        | Maranhão       | Sampaio Corrêa | 0        | 2        | 2 (1)                                  |                                        |              |            |            |            |            |  |  |        |        |        |        |        |
|  | Amapá                                  | Independente   | 3              | 0        | 3        |                                        |                                        |              |            |            |            |            |  |  |        |        |        |        |        |
|  | Piauí                                  | Flamengo       | 2              | 4        | 6        |                                        |                                        |              |            |            |            |            |  |  |        |        |        |        |        |
|  | Piauí                                  | Flamengo       | 2              | 4        | 6        | Piauí                                  | Flamengo                               | 2            | 0          | 2          |            |            |  |  |        |        |        |        |        |
|  |                                        |                |                |          |          | Piauí                                  | Flamengo                               | 2            | 0          | 2          |            |            |  |  |        |        |        |        |        |
|  |                                        | Maranhão       | Sampaio Corrêa | 4        | 4        | 8                                      |                                        |              |            |            |            |            |  |  |        |        |        |        |        |
|  | Pará                                   | Maranhão       | Sampaio Corrêa | 4        | 4        | 8                                      | Paysandu SC                            | 0            | 1          | 1          |            |            |  |  |        |        |        |        |        |
|  | Pará                                   |                |                |          |          |                                        | Paysandu SC                            | 0            | 1          | 1          |            |            |  |  |        |        |        |        |        |
|  | Maranhão                               | Sampaio Corrêa | 2              | 1        | 3        |                                        |                                        |              |            |            |            |            |  |  |        |        |        |        |        |

### Viertelfinale
| Datum     |                      | Gesamt          |                   | Hinspiel | Rückspiel |
| --------- | -------------------- | --------------- | ----------------- | -------- | --------- |
| 28.2./7.3 | São Raimundo EC (AM) | 1:1 (5:4 i. E.) | Baré EC           | 0:0      | 1:1       |
| 28.2./7.3 | Paysandu             | 1:3             | Sampaio Corrêa FC | 0:2      | 1:1       |
| 28.2./7.3 | Independente EC      | 3:6             | EC Flamengo       | 3:2      | 0:4       |
| 28.2./7.3 | Independência FC     | 3:5             | Cruzeiro EC (RO)  | 1:3      | 2:2       |

### Halbfinale
| Datum       |                      | Gesamt |                   | Hinspiel | Rückspiel |
| ----------- | -------------------- | ------ | ----------------- | -------- | --------- |
| 14.3./21.3. | São Raimundo EC (AM) | 10:1   | Cruzeiro EC (RO)  | 8:0      | 2:1       |
| 14.3./21.3. | EC Flamengo          | 2:8    | Sampaio Corrêa FC | 2:4      | 0:4       |

## Finale

### Hinspiel
| Sampaio Corrêa FC                                  | Sampaio Corrêa FC                                                                  | São Raimundo EC (AM)                                                               | São Raimundo EC (AM) |
| -------------------------------------------------- | ---------------------------------------------------------------------------------- | ---------------------------------------------------------------------------------- | -------------------- |
| Sampaio Corrêa FC                                  | \| 28. März 1999 in Estádio Nhozinho Santos, São Luís \| \| Ergebnis: 0:1 (?:?) \| | \| 28. März 1999 in Estádio Nhozinho Santos, São Luís \| \| Ergebnis: 0:1 (?:?) \| | São Raimundo EC (AM) |
| Sampaio Corrêa FC                                  | 0:1 Luíca (?.)                                                                     |                                                                                    | São Raimundo EC (AM) |
| 28. März 1999 in Estádio Nhozinho Santos, São Luís |                                                                                    |                                                                                    |                      |
| Ergebnis: 0:1 (?:?)                                |                                                                                    |                                                                                    |                      |

### Rückspiel
| São Raimundo EC (AM)                          | São Raimundo EC (AM) | Sampaio Corrêa FC | Sampaio Corrêa FC |
| --------------------------------------------- | --- | --- | ----------------- |
| São Raimundo EC (AM)                          | \| 4. April 1999 in Estádio Vivaldo Lima, Manaus \| \| Ergebnis: 1:2, 3:1 i. E. \| \| Zuschauer: 47.211 \| \| Schiedsrichter: Jamir Garcez Distrito Federal \|        | \| 4. April 1999 in Estádio Vivaldo Lima, Manaus \| \| Ergebnis: 1:2, 3:1 i. E. \| \| Zuschauer: 47.211 \| \| Schiedsrichter: Jamir Garcez Distrito Federal \|                          | Sampaio Corrêa FC |
| São Raimundo EC (AM)                          | Nailton – Marquinho, Frei, Donizete, Luís Cláudio – Murica , Zedivan, Marcos Luiz, Alberto – Neto, Niltinho Reserve Luíca , Delmo , Genival Cheftrainer: Aderbal Lana | Gabriel – William, Ronald, Cedral, Romero – Toninho Xerifão, Renato Nascimento, Válbson, Dejair – Irineu Ricardo , Jairo Lenzi Reserve Edmundo , Edson , Juruna Cheftrainer: Arturzinho | Sampaio Corrêa FC |
| São Raimundo EC (AM)                          | 1:1 Neto (60.) | 0:1 Lenzi (20.) 1:2 Válbson (73.) | Sampaio Corrêa FC |
| 4. April 1999 in Estádio Vivaldo Lima, Manaus | | |                   |
| Ergebnis: 1:2, 3:1 i. E.                      | | |                   |
| Zuschauer: 47.211                             | | |                   |
| Schiedsrichter: Jamir Garcez Distrito Federal | | |                   |